# Olli Malmivaara
Olli Malmivaara (* 13. März 1982 in Kajaani) ist ein ehemaliger finnischer Eishockeyspieler, der im Laufe seiner Karriere unter anderem für Jokerit Helsinki, SaiPa Lappeenranta, JYP Jyväskylä und die Espoo Blues in der Liiga aktiv war.

## Karriere
Olli Malmivaara begann seine Karriere als Eishockeyspieler in der Nachwuchsabteilung von Jokerit Helsinki. Mit dessen A-Junioren wurde er in der Saison 1999/2000 Landesmeister in der entsprechenden Altersklasse. Anschließend wurde er im NHL Entry Draft 2000 in der vierten Runde als insgesamt 117. Spieler von den Chicago Blackhawks ausgewählt, für die er allerdings nie spielte. Stattdessen blieb er bei Jokerit und wurde in den folgenden Jahren eine Stammkraft in der Profimannschaft des Vereins in der heimischen SM-liiga. In der Saison 2001/02 wurde er mit Jokerit erstmals in seiner Laufbahn Finnischer Meister. Neben dem Spielbetrieb mit Jokerit, absolvierte der Verteidiger zwischen 2000 und 2003 insgesamt sechs Spiele als Leihspieler für Kiekko-Vantaa in der zweiten finnischen Spielklasse, der Mestis. 
Nachdem Malmivaara auch die Saison 2003/04 bei Jokerit begonnen hatte, wechselte er im Laufe der Spielzeit innerhalb der SM-liiga zu SaiPa Lappeenranta. Bei SaiPa wurde er in den folgenden Jahren zu einem wichtigen Bestandteil der Mannschaft und im Anschluss an die Saison 2005/06, in der er in insgesamt 62 Spielen zwölf Tore erzielte und neun Vorlagen gab, was für ihn die Spielzeit mit den meisten Scorerpunkten seiner Profilaufbahn darstellte, erhielt er einen Vertrag bei den New Jersey Devils. Für deren Farmteam, die Lowell Devils, spielte er von 2006 bis 2008 in der American Hockey League. Zudem stand er in der Saison 2007/08 in zwei Spielen für die New Jersey Devils selbst in der National Hockey League auf dem Eis. 
Zur Saison 2008/09 kehrte Malmivaara in seine finnische Heimat zurück und unterschrieb einen Vertrag beim SM-liiga-Teilnehmer JYP Jyväskylä, für den er seither spielt. Mit seiner neuen Mannschaft gewann er auf Anhieb den zweiten Meistertitel seiner Karriere im Profibereich. Für JYP selbst war es der erste Titelgewinn der Vereinsgeschichte. Der finnische Nationalspieler und U18-Junioren-Weltmeister aus dem Jahr 2000 hatte großen Anteil an diesem Erfolg. Er erhielt die Matti-Keinonen-Trophäe als Spieler mit der besten Plus/Minus-Bilanz aller Spieler in der Hauptrunde. In den Play-offs war er ebenfalls der Spieler mit der besten Plus/Minus-Bilanz. Zudem wurde er in das All-Star Team der Liga gewählt. 2013 bis 2015 stand Malmivaare für die Espoo Blues auf dem Eis und agierte dabei in zwei Spielzeiten als Assistenzkapitän der Mannschaft. Im Oktober 2015 wechselte er innerhalb der Liga zu TPS Turku, ehe er seine Karriere im Oktober 2016 beendete.

### International
Für Finnland nahm Malmivaara im Juniorenbereich an der U18-Junioren-Weltmeisterschaft 2000 sowie den U20-Junioren-Weltmeisterschaften 2001 und 2002 teil. Bei jedem dieser drei Turniere gewann er mit seinen Mannschaften eine Medaille; bei der U18-WM 2000 die Gold-, bei der U20-WM 2001 die Silber- und bei der U20-WM 2002 die Bronzemedaille. Im Seniorenbereich stand er 2006, 2007, 2009, 2010 und 2011 im Aufgebot seines Landes bei der Euro Hockey Tour.

## Erfolge und Auszeichnungen
| - 2000 Finnischer U20-Meister mit Jokerit Helsinki - 2002 Finnischer Meister mit Jokerit Helsinki - 2009 Finnischer Meister mit JYP Jyväskylä - 2009 SM-liiga All-Star Team | - 2009 Matti-Keinonen-Trophäe - 2009 Beste Plus/Minus-Bilanz der SM-liiga-Playoffs - 2012 Finnischer Meister mit JYP Jyväskylä |

### International
- 2000 Goldmedaille bei der U18-Junioren-Weltmeisterschaft
- 2001 Silbermedaille bei der U20-Junioren-Weltmeisterschaft
- 2002 Bronzemedaille bei der U20-Junioren-Weltmeisterschaft

## Statistik
(Stand: Ende der Saison 201/16)

## Familie
Olli Malmivaara stammt aus einer Künstlerfamilie. Seine Schwester Laura Malmivaara ist ebenso Schauspielerin wie seine Cousine Malla Malmivaara und sein Onkel Juha Malmivaara.